# 和田敏信
和田 敏信（わだ としのぶ、1921年（大正11年）1月21日 - 2006年（平成18年）11月14日）は、石油資源開発社長、通商産業事務次官。

## 略歴・人物
山口県出身の鎌倉育ち。父は海軍中将・和田専三。水戸高等学校文科甲類を経て、東京帝国大学法学部政治学科卒業。1947年に商工省入省。総務局に配属。入省同期に、増田実（通産審議官）、森口八郎（通産審議官）、林信太郎、山口衛一（防衛庁装備局長、日本航空機開発協会特別顧問）など。
途中、経済安定本部、保安研修所・防衛研修所教官、1956年-1961年外務省トロント日本国領事館副領事、中小企業庁指導課長、通商局市場第一課長、重工業局産業機械課長、企業局企業第一課長などを経て、通商産業省で大臣官房長、通商局改め初代通商政策局長、産業政策局長、1976年7月27日から1978年6月20日まで通産事務次官を務めた。この間、産業政策局長時代には、独禁法改正に取り組んだが、実現しなかった。事務次官時代には、第一次オイルショック以降くすぶっていた安宅産業破綻や永大産業の倒産、佐世保重工業の経営危機問題にあたってきた。
また、産業の自由化、新日鉄合併、日米繊維交渉など、通産省全盛期に政策通で知られていた。麻雀好きでも知られ、通産省在職中は省内賭け事の特有の複雑なルールをつくったと言われている。
退官後は、1982年2月8日から1987年5月11日まで石油公団総裁を務めた（のちに、古巣の通産省との確執、この間の石油公団本体の債務超過問題が話題となった）。このほか石油関係十数社の社長を務め、泉井石油商事件などでも名前が取りざたされた。1993年秋の叙勲にて勲一等瑞宝章受章。
2006年11月14日、肺炎のため死去。85歳没。叙・従三位。12月15日にお別れ会が行われた。